# Hunayn
Ḥunayn (in arabo حنين‎?) è una località nell'attuale Arabia Saudita, tra La Mecca e Ṭāʾif, nella Tihāma. All'epoca della Battaglia di Hunayn era caratterizzata dalla presenza di un vallone, originato da un antico wadi, pieno di anfratti e burroni. 
Nel gennaio del 630 ebbe luogo qui lo scontro tra musulmani e pagani dei Banū Hawāzin e dei Banū Thaqīf, risoltasi a favore dei primi.